# Symfoni nr 5 (Bruckner)
Symfoni nr 5 i B-dur (engelska B flat major eller B♭ major) av Anton Bruckner är hans mest intellektuella och heroiska symfoni. Den kallas även för den "Tragiska symfonin" eller "Pizzacato-symfonin". Symfonin är en av få som Bruckner inte själv omarbetade, men finns ändå i tre olika utgåvor (1876, 1878 och 1896).
Symfonin hade en lång kompositionstid. Arbetet började med Adagio-satsen den 14 februari 1875. Därefter följde inledningssatsen och scherzot, medan den monumentala finalen fullbordades i maj 1877. Slutbearbetningen var klar den 4 januari 1878. Symfonin tillägnades Karl von Stremayr, Österrikes minister för utbildning och kultur. Han hjälpte Bruckner att få en professur vid universitetet i Wien.
Symfonins komplexitet visade sig vara ett hinder för framföranden under Bruckners livstid, då den bara framfördes två gånger. Första gången var i arrangemang för två pianon i Bösendorfersaal i Wien den 20 april 1887. Andra gången var i Graz den 8 april 1894, då med orkester och med hans elev Franz Schalk i ett stympat och omorkestrerat skick. Bruckner var då för sjuk för att kunna närvara. 

## Satser
- 1. Introduktion: (Adagio) – Allegro (B-dur)
- 2. Adagio: Sehr langsam (d-moll)
- 3. Scherzo: Molto vivace – Trio: Im gleichen Tempo (d-moll – B-dur – d-moll)
- 4. Finale: (Adagio) – Allegro moderato (B-dur)